# Bassus binominatus
Bassus binominatus är en stekelart som först beskrevs av Muesebeck 1958.  Bassus binominatus ingår i släktet Bassus och familjen bracksteklar. Inga underarter finns listade.